# Donald Burrows
Donald Burrows (ur. 28 grudnia 1945 w Londynie) – angielski muzykolog i specjalista w dziedzinie muzyki Georga Friedricha Händla. Profesor Open University i przewodniczący Handel Institute. Autor prac poświęconych Händlowi, m.in. "Handel", "Handel and the English Chapel Royal". 